# Aloha Tower
Der Aloha Tower begrüßt im Hafen Honolulus seit 1926 die ankommenden Schiffe. In den 1920er und 1930er Jahren wurden die Passagiere am so genannten „Boat Day“ von den Einheimischen mit Lei-Kränzen, Musik und dem Hulatanz willkommen geheißen. Damals war der viereckige Turm, der seinen Namen dem ALOHA-Schriftzug über den Turmuhren verdankt, das höchste Gebäude auf Hawaii. Das Wahrzeichen Honolulus besitzt im obersten Stockwerk eine Besucherplattform, von der man Ausblick über den Hafen hat. Heute haben sich angrenzend an den Turm viele Läden, Stände, Restaurants und Cafés angesammelt.
Am 13. Mai 1976 wurde der Turm als Baudenkmal in das National Register of Historic Places aufgenommen.